# Casa-Museu Gaudí
La Casa-Museu Gaudí si trova a Barcellona all'interno del Parco Güell ed è stata per quasi venti anni, da 1906 alla fine del 1925, la casa di Antoni Gaudí. Dal 28 settembre 1963 è aperta come museo e mostra una collezione d'arredamento e oggetti disegnati dall'architetto.

## Storia
Alla fine del XIX secolo, dopo esser tornato a Barcellona da un soggiorno in Inghilterra, l'imprenditore catalano Eusebi Güell volle realizzare una città giardino per la borghesia catalana nei terreni della masseria Can Muntaner de Dalt acquistati da lui nel 1899. Güell affidò il progetto a Antoni Gaudí, che prevedeva la costruzione di sessanta case con giardino e tutti i servizi necessari. Nel 1914 i lavori sono stati fermati e il progetto non venne mai completato.
Delle sessanta case attese ne sono state realizzate soltanto due: quella del dottore Trias i Domènech e quella che ora è la Casa Museo Gaudí, che si sono aggiunte alla preesistente casa dello stesso Güell. La Casa Museo Gaudí fu costruita come casa-pilota e doveva servire per attrarre potenziali acquirenti di terreni.
Venne realizzata tra il 1903 e il 1905 da Josep Pardo i Casanovas su un progetto di Francesc Berenguer firmato da Gaudí e nel 1906, dopo esser rimasta invenduta, la casa venne acquistata dallo stesso Antoni Gaudí che vi visse con suo padre e sua nipote. Dopo la morte, nello stesso anno, del padre  e della nipote, nel 1912, Gaudì vi visse da solo fino alla fine del 1925, quando si trasferì nel suo ufficio nei cantieri della Sagrada Família, pochi mesi prima della sua morte avvenuta nel 1926.
Per desiderio di Gaudí, alla sua morte la proprietà della casa venne trasferita al consiglio del Temple Expiatori de la Sagrada Família, per poi esser successivamente venduta alla coppia Chiappo Arietti. Nel 1960 l'Associazione degli Amici di Gaudí promosse l'acquisizione della casa con lo scopo di farne un museo e tre anni dopo venne aperta la Casa Museo Gaudí. Nel 1992 la proprietà è stata trasferita a la Fundació de la Junta Constructora del Temple Expiatori de la Sagrada Família.

## Edificio
La casa è costituita da quattro piani, con il pianterreno e il primo piano aperti al pubblico. Lo scantinato è per uso interno e nel secondo piano c'è la Biblioteca Enric Casanelles, alla quale si può accedere su richiesta e previa conferma.
Per quanto riguarda la collezione, alcune stanze come la camera da letto, lo studio, la bussola della porta e anche alcuni oggetti personali di Gaudí, evocano il ricordo dell'architetto quando abitava in questa casa. Inoltre, è presente una importante mostra di arredamento disegnato da Gaudí per palazzi come la Casa Batlló, la Casa Calvet, la Casa Milà, la Casa Vicens, la Cripta della Colonia Güell, che insieme agli elementi di forgiatura che si possono vedere in giardino – anche questi disegnati da Gaudí – sono gli oggetti più preziosi della collezione. Il fondo comprende inoltre mobili, sculture, pitture, disegni e altri oggetti de collaboratori di Gaudí.